# S-segment

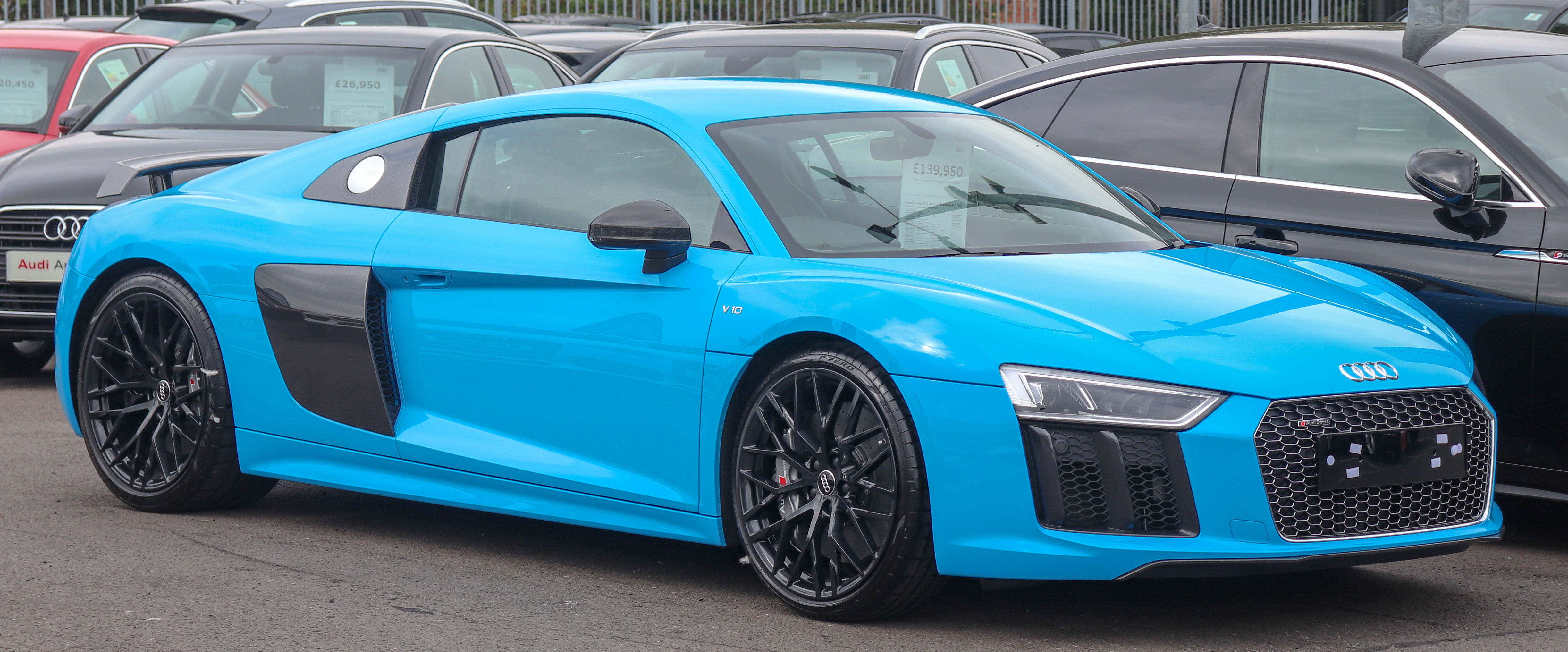
En Audi R8 ränknas in i S-segmentet.

S-segment (eller Sportbil) är en fordonsklassificering definierad av Europeiska kommissionen som det nionde och sista segmentet inom europeisk fordonsklassificering efter M-segmentet.